# علي بن عمر المسيلي
علي بن عمر المسيلي (1855 - 1916) قائد سياسي وسلطان بامباو في جزيرة القمر الكبرى. استطاع أن يحكم جزيرة القمر الكبرى بأكملها، وهو آخر سلاطينها.

## نسبه
علي بن عمر بن حسن بن عبد الله الأول بن محمد بن عبد الله بن علوي بن عبد الله بن علوي بن أبي بكر بن علي بن أحمد بن عبد الله المسيلي بن محمد بن علوي الشيبة بن عبد الله بن علي بن عبد الله بن علوي الغيور بن الفقيه المقدم محمد بن علي بن محمد صاحب مرباط بن علي خالع قسم بن علوي بن محمد بن علوي بن عبيد الله بن أحمد المهاجر بن عيسى بن محمد النقيب بن علي العريضي بن جعفر الصادق بن محمد الباقر بن علي زين العابدين بن الحسين السبط بن علي بن أبي طالب، وعلي زوج فاطمة بنت محمد ﷺ.
فهو الحفيد 35 لرسول الله محمد ﷺ في سلسلة نسبه.

## مولده ونشأته
ولد في موروني عاصمة جزيرة القمر الكبرى عام 1855، وقضى مرحلة طفولته الأولى جنب والدته السيدة موانا مكو بنت أحمد موني موكو آل الشيخ أبي بكر بن سالم في قرية مليمن بجزيرة القمر الكبرى. وفي حوالي عام 1862 أرسل إلى جزيرة مايوت حيث كان يسكن والده. وعاش في بمنزي إحدى مدن جزيرة مايوت، ويأتي لقضاء بضعة أيام في جزيرة القمر الكبرى. وفي عام 1876 توجه إلى القاهرة لمتابعة دراسته في جامعة الأزهر الشريف حيث تخرج فيها وتخصص في العلوم الإسلامية والأدبية، وهو أول قمري تخرج من الأزهر الشريف بمصر.

## حياته السياسية

### توليه الحكم
تم تعيينه سلطانًا على منطقة بامباو بجزيرة القمر الكبرى، كما منح لقب «تيبي» للجزيرة المذكورة ومعناه أي رئيس الملوك التسعة للجزيرة حيث كانت جزيرة القمر الكبرى تتألف من تسع سلطنات. وكان عمره حينئذ خمسًا وعشرين سنة. ونظرا لكونه سلطان تيبي المعترف به منذ عام 1883، وقع معاهدة مع فرنسا في عام 1886، تمنح فرنسا حقوقًا على الجزيرة بأكملها. وأصبحت جزيرة هنزوان وجزيرة موهيلي محميات فرنسية في العام نفسه وتم تعين مقيم فرنسي في كل من الجزر الثلاث.

### خلعه من العرش
وفي عام 1893 اتهم السلطان علي بن عمر بقتل المقيم الفرنسي همبلو في جزيرة القمر الكبرى، مما أدى لخلعه عن العرش، فنُفي إلى جزيرة مدغشقر وعاش بها إلى عام 1894 تاريخ مغادرته إلى جزيرة ريونيون حيث أقرّ إبقاؤه فيها، وعمل في وظائف الترجمان باللغتين الفرنسية والسواحلية لدى محاكم الجزيرة. وفي عام 1909 غادر السلطان علي بن عمر جزيرة ريونيون إلى تناناريف عاصمة جزيرة مدغشقر.

### براءته من التهمة
لجأ السلطان علي بن عمر إلى المحكمة للنظر في قضيته لدى الحاكم العام لجزيرة مدغشقر، فحكم له ببراءته من تهمة قتل المقيم الفرنسي في جزيرة القمر الكبرى، وذلك وفق الاتفاقية المبرمة بتاريخ 12 سبتمبر 1909 ولأسباب تعترف الحكومة الفرنسية بأنها غير صحيحة وافترائية. فصدق مجلس الوزراء على الاتفاقية بتاريخ 12 نوفمبر 1909، وحصل بموجبها السلطان علي بن عمر على تعويضات من الحكومة الفرنسية.

## زيارته لفرنسا
وفي عام 1910 نال السلطان علي بن عمر فرصة لزيارة مدينة باريس عاصمة فرنسا. حيث استقبل استقبالا حارا في دار الرئاسة بقصر الإليزيه. وتسلم من رئيس جمهورية فرنسا وسام الشرف Croix de La Légion d'honneur، أكبر وسام فرنسي. كما نال في نفس اليوم وسام الاستحقاق الزراعي Plaque de Mérite Agricole. واستقبل أيضا في مقابلة جرت بينه وبين رئيس مجلس الشورى الفرنسي. وقد حضر في هذا الاستقبال كبير أعيان سفارة الدولة العثمانية والبعثة الدبلوماسية الفارسية. وكانت مدة إقامته في فرنسا ستة أسابيع فقط حسب ما اتفق عليه.

## وفاته
توفي في العاشر من شهر فبراير سنة 1916 في تواماسينا في مدغشقر، ودفن فيها وقبره معروف.

### استشهادات
1. ↑  بلفقيه، علوي بن محمد (1994). من أعقاب البضعة المحمدية الطاهرة. تريم، اليمن: دار المهاجر. ج. الثاني. ص. 582.
2. ↑  "COMORO ISLANDS 1785 - 1976". The World at War. مؤرشف من الأصل في 2022-03-31.
3. ↑  "Original antique photo of Sultan of the Comoro's with Omani khanjar and ancient sword". Oman and Zanzibar Virtual Museum. مؤرشف من الأصل في 2023-04-30.

## روابط خارجية
- إمام وخطيب المركز الثقافي بدارنسي شمال باريس يُجري لقاءا مع سفيرة جزر القُمُر لدى اليونسكو سابقا - صحيفة أضواء الوطن.
- Sultan Said Ali bin Said Omar - ACSearch.